# Internazionali d'Italia 1999 - Qualificazioni singolare maschile
Le qualificazioni del singolare maschile dell'Internazionali d'Italia 1999 sono state un torneo di tennis preliminare per accedere alla fase finale della manifestazione. I vincitori dell'ultimo turno sono entrati di diritto nel tabellone principale. In caso di ritiro di uno o più giocatori aventi diritto a questi sono subentrati i lucky loser, ossia i giocatori che hanno perso nell'ultimo turno ma che avevano una classifica più alta rispetto agli altri partecipanti che avevano comunque perso nel turno finale.
Le qualificazioni del torneo Internazionali d'Italia  1999 prevedevano 32 partecipanti di cui 8 sono entrati nel tabellone principale.

## Teste di serie
1. Franco Squillari (ultimo turno)
2. Karim Alami (primo turno)
3. Fernando Meligeni (Qualificato)
4. John van Lottum (ultimo turno)
5. Ján Krošlák (primo turno)
6. Richard Fromberg (Qualificato)
7. Adrian Voinea (Qualificato)
8. Arnaud Di Pasquale (ultimo turno)

1. Arnaud Clément (Qualificato)
2. Daniel Nestor (ultimo turno)
3. Juan Antonio Marín (ultimo turno)
4. David Prinosil (Qualificato)
5. Martin Damm (ultimo turno)
6. Albert Portas (Qualificato)
7. Gastón Gaudio (Qualificato)
8. Jacobo Diaz-Ruiz (primo turno)

## Qualificati
1. Gastón Gaudio
2. Marco Meneschincheri
3. Fernando Meligeni
4. Albert Portas

1. David Prinosil
2. Richard Fromberg
3. Adrian Voinea
4. Arnaud Clément

## Tabellone

### Legenda
| - Q = Qualificato - WC = Wild card - LL = Lucky loser | - ALT = Alternate - SE = Special Exempt - PR = Protected Ranking | - w/o = Walkover - r = Ritirato - d = Squalificato |

### Sezione 1
|  | Primo turno | Primo turno      | Primo turno | Primo turno | Primo turno |  |  | Ultimo turno | Ultimo turno     | Ultimo turno | Ultimo turno | Ultimo turno |  |
|  |             |                  |             |             |             |  |  |              |                  |              |              |              |  |
|  | 1           | Franco Squillari | 6           | 3           | 6           |  |  |              |                  |              |              |              |  |
|  |             | Mosè Navarra     | 3           | 6           | 0           |  |  | 1            | Franco Squillari | 7            | 3            | 0            |  |
|  | 15          | Gastón Gaudio    | 6           | 3           | 7           |  |  | 15           | Gastón Gaudio    | 6            | 6            | 6            |  |
|  |             | Galo Blanco      | 2           | 6           | 5           |  |  |              |                  |              |              |              |  |

### Sezione 2
|  | Primo turno | Primo turno          | Primo turno      | Primo turno | Primo turno |  |  | Ultimo turno         | Ultimo turno         | Ultimo turno         | Ultimo turno | Ultimo turno |  |
|  |             |                      |                  |             |             |  |  |                      |                      |                      |              |              |  |
|  |             | Marco Meneschincheri | 3                | 6           | 6           |  |  |                      |                      |                      |              |              |  |
|  | 2           | Karim Alami          | 6                | 3           | 4           |  |  | Marco Meneschincheri | Marco Meneschincheri | Marco Meneschincheri | 6            | 6            |  |
|  |             | Jacobo Diaz-Ruiz     | Jacobo Diaz-Ruiz | 6           | 6           |  |  | Jacobo Diaz-Ruiz     | Jacobo Diaz-Ruiz     | Jacobo Diaz-Ruiz     | 4            | 4            |  |
|  | 16          | Bernd Karbacher      | Bernd Karbacher  | 2           | 3           |  |  |                      |                      |                      |              |              |  |

### Sezione 3
|  | Primo turno | Primo turno       | Primo turno       | Primo turno | Primo turno |  |  | Ultimo turno | Ultimo turno      | Ultimo turno      | Ultimo turno | Ultimo turno |  |
|  |             |                   |                   |             |             |  |  |              |                   |                   |              |              |  |
|  | 3           | Fernando Meligeni | Fernando Meligeni | 6           | 6           |  |  |              |                   |                   |              |              |  |
|  |             | Markus Hantschk   | Markus Hantschk   | 3           | 2           |  |  | 3            | Fernando Meligeni | Fernando Meligeni | 6            | 6            |  |
|  | 13          | Martin Damm       | Martin Damm       | 7           | 7           |  |  | 13           | Martin Damm       | Martin Damm       | 2            | 4            |  |
|  |             | Takao Suzuki      | Takao Suzuki      | 5           | 6           |  |  |              |                   |                   |              |              |  |

### Sezione 4
|  | Primo turno | Primo turno     | Primo turno     | Primo turno | Primo turno |  |  | Ultimo turno | Ultimo turno    | Ultimo turno | Ultimo turno | Ultimo turno |  |
|  |             |                 |                 |             |             |  |  |              |                 |              |              |              |  |
|  | 4           | John van Lottum | John van Lottum | 6           | 6           |  |  |              |                 |              |              |              |  |
|  |             | Wayne Black     | Wayne Black     | 3           | 2           |  |  | 4            | John van Lottum | 1            | 7            | 5            |  |
|  | 14          | Albert Portas   | Albert Portas   | 7           | 6           |  |  | 14           | Albert Portas   | 6            | 5            | 7            |  |
|  |             | Marzio Martelli | Marzio Martelli | 6           | 4           |  |  |              |                 |              |              |              |  |

### Sezione 5
|  | Primo turno | Primo turno    | Primo turno | Primo turno | Primo turno |  |  | Ultimo turno | Ultimo turno   | Ultimo turno | Ultimo turno | Ultimo turno |  |
|  |             |                |             |             |             |  |  |              |                |              |              |              |  |
|  |             | Eduardo Medica | 6           | 6           | 6           |  |  |              |                |              |              |              |  |
|  | 5           | Ján Krošlák    | 7           | 4           | 2           |  |  |              | Eduardo Medica | 6            | 6            | 4            |  |
|  | 12          | David Prinosil | 6           | 6           | 7           |  |  | 12           | David Prinosil | 7            | 3            | 6            |  |
|  |             | Davide Scala   | 3           | 7           | 5           |  |  |              |                |              |              |              |  |

### Sezione 6
|  | Primo turno | Primo turno        | Primo turno        | Primo turno | Primo turno |  |  | Ultimo turno | Ultimo turno       | Ultimo turno | Ultimo turno | Ultimo turno |  |
|  |             |                    |                    |             |             |  |  |              |                    |              |              |              |  |
|  | 6           | Richard Fromberg   | 4                  | 7           | 6           |  |  |              |                    |              |              |              |  |
|  |             | Jeff Tarango       | 6                  | 5           | 3           |  |  | 6            | Richard Fromberg   | 6            | 5            | 6            |  |
|  | 11          | Juan Antonio Marín | Juan Antonio Marín | 6           | 6           |  |  | 11           | Juan Antonio Marín | 4            | 7            | 4            |  |
|  |             | Giorgio Galimberti | Giorgio Galimberti | 4           | 3           |  |  |              |                    |              |              |              |  |

### Sezione 7
|  | Primo turno | Primo turno         | Primo turno         | Primo turno | Primo turno |  |  | Ultimo turno | Ultimo turno  | Ultimo turno  | Ultimo turno | Ultimo turno |  |
|  |             |                     |                     |             |             |  |  |              |               |               |              |              |  |
|  | 7           | Adrian Voinea       | 6                   | 4           | 6           |  |  |              |               |               |              |              |  |
|  |             | Oliver Gross        | 4                   | 6           | 3           |  |  | 7            | Adrian Voinea | Adrian Voinea | 6            | 6            |  |
|  | 10          | Daniel Nestor       | Daniel Nestor       | 6           | 6           |  |  | 10           | Daniel Nestor | Daniel Nestor | 2            | 1            |  |
|  |             | Juan Carlos Ferrero | Juan Carlos Ferrero | 3           | 4           |  |  |              |               |               |              |              |  |

### Sezione 8
|  | Primo turno | Primo turno        | Primo turno     | Primo turno | Primo turno |  |  | Ultimo turno | Ultimo turno       | Ultimo turno       | Ultimo turno | Ultimo turno |  |
|  |             |                    |                 |             |             |  |  |              |                    |                    |              |              |  |
|  | 8           | Arnaud Di Pasquale | 7               | 4           | 6           |  |  |              |                    |                    |              |              |  |
|  |             | Nicolas Escudé     | 5               | 6           | 1           |  |  | 8            | Arnaud Di Pasquale | Arnaud Di Pasquale | 6            | 4            |  |
|  | 9           | Arnaud Clément     | Arnaud Clément  | 7           | 6           |  |  | 9            | Arnaud Clément     | Arnaud Clément     | 7            | 6            |  |
|  |             | Kenneth Carlsen    | Kenneth Carlsen | 6           | 3           |  |  |              |                    |                    |              |              |  |